# Cotinină
Cotinina este un alcaloid întâlnit în tutun, dar și în organismul uman, fiind principalul metabolit al nicotinei. Denumirea sa este o anagramă ce provine de la numele nicotină. Este utilizat ca biomarker al expunerii la fumul de țigară. În prezent, există studii în desfășurare care vizează utilizarea cotininei în tratamentul depresiei, sindromului de stres posttraumatic, schizofreniei, bolii Alzheimer și a bolii Parkinson.
Fiind metabolitul principal la nicotinei, este activă farmacologic, și s-a sugerat prosibilitatea ca unele dintre efectele produse de nicotină la nivelul sistemului nervos să fie mediate și de cotinină. Acționează ca agonist la nivelul receptorilor nicotinici colinergici, dar cu potență mai mică decât nicotina.